# Dead in the Water
«Dead in the Water» es una canción de la artista británica Ellie Goulding perteneciente a su segundo álbum de estudio,  Halcyon (2012). Sencillo compuesto por Starsmith, siendo la pista número 12 del álbum.

## Composición y Letra
'Dead in the Water' expone solemnidad con ritmos bajos, celestiales y lúgubres, con melodías sinfónicas y tempos similares al género New Wave. Líricamente, se entiende a ésta pista como una balada hacia el desamor, en donde la artista intenta demostrar la destrucción y vacío personal que experimenta al finalizar una relación. 

## Lista de canciones
| Descarga Digital |                     |          |  |
| N.º              | Título              | Duración |  |
| 11.              | «Dead in the Water» | 4:44     |  |

## Lanzamiento
| País           | Fecha                | Discográfica | Formato          |
| -------------- | -------------------- | ------------ | ---------------- |
| Reino Unido    | 9 de octubre de 2012 | Polydor      | Descarga digital |
| Estados Unidos | 9 de octubre de 2012 | Polydor      | Descarga digital |

- Datos: Q16555587